# タスミン・アーチャー
タスミン・アーチャー（Tasmin Archer、1963年8月3日 - ）は、イギリス・ブラッドフォード出身のソウル・ポップス歌手。

## 来歴
ジャマイカ移民の子として生まれ、縫製工場、バンドのバックヴォーカル、裁判所事務員などを経て、1990年、EMIと契約。
1992年8月リリースのシングル“Sleeping Satellite”は、アポロ宇宙船の月面着陸を題材にした哲学的な歌で、「我々は、月に早く到達しすぎたのではないか？」と問いかける。10月のUKチャートで2週に渡り1位を獲得し、1993年のブリットアワードの受賞作の1つに選ばれる。日本で放送されていたフジテレビ系深夜音楽番組『BEAT UK』でもNo.1を獲得。

## ディスコグラフィー

### シングル
- Sleeping Satellite #1 UK, #32 US, #14 AUS
- In Your Care #16 UK
- Lords Of The New Church #26 UK
- Arienne #30 UK
- Shipbuilding (E.P.) #40 UK ・・・エルヴィス・コステロ作詞、ロバート・ワイアットの曲のカバー。
- Somebody's Daughter （ドイツのみリリース）
- One More Good Night With The Boys #45 UK
- Sweet Little Truth
- Every Time I Want It (Effect Is Monotony) （ダウンロードのみ）

### アルバム
- Great Expectations （1992年） #8 UK
- Bloom （1996年）
- Singer/Songwriter (compilation album) （2004年）
- ON （2006年）

### その他
- Complaints （2003年）
- Hello （2003年）
- Our Day Will Come （2003年）
- Sedan （2003年）
- Take Care （2003年）

以上、公式サイトからのフリーダウンロード、アルバム " Non Linear " より